# Ратсма, Роза
Ро́за Ра́тсма (нидерл. Rosa Ratsma; род. 17 октября 1996, Лейден, Южная Голландия) — нидерландская шахматистка, международный мастер среди женщин (2018). В составе сборной Нидерландов — участница Олимпиады 2018, онлайн-Олимпиады 2020 и 2021, Олимпиады 2022, командного чемпионата Европы 2019 и 2021. Заняла 3-е место на чемпионате Нидерландов среди женщин в 2018 году, в 2016 году выиграла открытый молодёжный чемпионат страны.

## Биография
Ратсма научилась играть в шахматы в 7 лет, занимаясь с отцом, спустя год поступила в шахматный клуб Voorschoten. Занималась шахматами также с международным мастером Мерейном ван Делфтом.
В 2006, 2008, 2009 и 2011 годах Ратсма выигрывала конкурсы ONJK[уточнить].
В 2020 году Ратсма окончила факультет психологии и искусственного интеллекта Утрехтского университета.
Кроме шахмат Ратсма играет в сквош и теннис.
Брат Ратсмы — Митос — также шахматист, у них примерно одинаковый уровень.

В 2014 году Ратсма выиграла чемпионат Нидерландов до 20 лет. В том же году обыграла гроссмейстера Стюарта Хаслингера, у которого рейтинг был 2546 — почти на 450 очков выше.
[Event "Haags Weekendtoernooi 2014"]
[White "Ratsma,Rosa"]
[Black "Haslinger,Stewart"]
[Site ""]
[Round "2"]
[Annotator ""]
[Result "1-0"]
[Date "2014.11.15"]
[WhiteElo "2103"]
[BlackElo "2546"]
[PlyCount "101"]
1. e4 e5 2. Nf3 Nc6 3. Bb5 a6 4. Ba4 Nf6 5. O-O Be7 6. Re1 b5 7. Bb3 d6 8. c3 O-O 9. d3 Na5 10. Bc2 c5 11. Nbd2 Nd7 12. Nf1 Nb6 13. h3 Nc6 14. Ne3 Be6 15. Nf5 Bf6 16. Be3 g6 17. Nh6+ Kh8 18. d4 cxd4 19. cxd4 exd4 20. Nxd4 Ne5 21. Nxe6 fxe6 22. Bd4 Nbc4 23. Rb1 Rc8 24. Bb3 Qe7 25. Ng4 Nxg4 26. hxg4 e5 27. Be3 Nxe3 28. Rxe3 Bg5 29. Rd3 Qa7 30. Qe2 Rf6 31. Rf1 Qb6 32. g3 a5 33. Rf3 Rcf8 34. Rxf6 Rxf6 35. Kg2 a4 36. Bd5 Rf8 37. Qc2 Qb8 38. b3 a3 39. b4 Rc8 40. Qd3 Bc1 41. Be6 Rc6 42. Bd7 Rc4 43. Bxb5 Rd4 44. Qe2 Bb2 45. Bc4 Qxb4 46. Bd5 Rd2 47. Qf3 Kg7 48. Qf7+ Kh6 49. Rh1+ Kg5 50. Qe7+ Kxg4 51. Rh4# 1-0